# 馬島隼
馬島隼（Falco newtoni）是細小的猛禽。其學名是為紀念英國鳥類學家愛德華·紐頓（Edward Newton）。馬島隼有兩個亞種，分別在馬達加斯加及阿爾達布拉群島。牠們的最近親是塞舌爾隼，曾一度被認為是同一物種。牠們的共同祖先似乎是在很近期才分支，有可能是少於100萬年前的更新世初期或中期。

## 特徵
馬島隼長30厘米，雄鳥及雌鳥的翼展分別闊18-19.5厘米及18.8-20.3厘米。阿爾達布拉群島的亞種F. n. aldabranus則較為細小，雄鳥及雌鳥的翼展分別只有17-18.3厘米及17.7-18.6厘米。雄鳥重112-118克，雌鳥則重達128克。
雄鳥的頭部及頸部呈紅灰色，有深色斑紋。在喙下有一道深色的斑紋伸延至喉嚨兩側。上身及翼底都是栗褐色，有黑色斑點。尾上是灰色的，有黑色斑點。初級飛羽是黑褐色，內側有白色及栗褐色的斑點。下身白色。次級飛羽呈栗褐色及有深色斑紋。胸部、腹部及翼底都有黑色斑點。尾巴呈灰色，有6-7條黑色幼紋。所有羽毛端都是白色的。另外有一個較紅的形態，頭部及頸部都是差不多黑色的，身體及翼底呈深栗褐色，有黑色斑紋及斑點。喉嚨淡白色。雌鳥的頭部及頸部呈栗褐色，上身較多斑點，尾巴呈褐色及有黑間。雄鳥及雌鳥的喙都呈灰色，尖端黑色。蠟膜是黃色的。腳呈黃色或鮮橙色。雛鳥外觀像雌鳥。

## 棲息及分佈
馬島隼的F. n. newtoni原住於馬達加斯加、馬約特及科摩羅。牠們棲息在由海平面至海拔2000米的大草原及濕地，並接近人類的一些人工園景等。F. n. aldabranus則分佈在阿爾達布拉群島的格朗德特爾，也有證據指分佈在科摩羅的安樹昂。

## 繁殖
馬島隼一般會在岩礁、建築物或樹孔築巢，也會佔用其他鳥類，如染色鴉以樹枝造成的巢。牠們一般會於9月生蛋，每次會生4-6隻蛋。只有雌鳥會孵蛋，雄鳥則負責覓食。

## 食性
馬島隼主要會在飛行時吃昆蟲，在地上也會吃細小的鳥類、青蛙及哺乳動物。牠們是暮晨活動的。

## 外部連結
- Breeding Biology and Food Habits of the Madagascar Kestrel (Falco newtoni) in Northeastern Madagascar
- Ecology of Aldabra Atoll, Indian Ocean